# 糸久
糸久（いとひさ）は、千葉県市原市の三和地区にある大字。郵便番号は290-0262。

## 概要
市原市中央部の三和地区西部にある。同市五井地区との境界付近にあたる。字内とその周辺は養老川沿いの水田地帯が広がっている。東部の国道沿いの一部に集落が見られる。

## 地理
北は西野及び十五沢、東は権現堂、東から南は新生、南は分目、西は権現堂と接している。

## 世帯数と人口
2022年4月1日現在の世帯数と人口は以下の通りである。
| 町丁字 | 世帯数 | 人口 |
| ------ | ------ | ---- |
| 糸久   | 34世帯 | 81人 |

## 通学区域
市立小学校・市立中学校及び県立高等学校の通学区域は以下の通りである。
| 町丁字 | 番地 | 小学校             | 中学校             | 高等学校 |
| ------ | ---- | ------------------ | ------------------ | -------- |
| 糸久   | 全域 | 市原市立海上小学校 | 市原市立三和中学校 | 第9学区  |